# سيمون فوغيوارا
سيمون فوغيوارا (بالإنجليزية: Simon Fujiwara)‏ هو فنان تشكيلي بريطاني، ولد في 10 سبتمبر 1982 في حي هرو لندن في المملكة المتحدة.

## حياته
ولد سيمون فوجيوارا في ضاحية هارو بلندن. انتقلت عائلته (الأم البريطانية ، والأب الياباني) إلى اليابان ، وبعد ذلك إلى إسبانيا وأخيراً إلى كورنوال ، حيث اكتشف سايمون إحساسه بالفن. درس الهندسة المعمارية في جامعة كامبريدج ، ومن 2005 حتى 2008 درس الفن في Städelschule في فرانكفورت. يعيش حالياً في برلين.